# Tito Genucio Augurino
Tito Genucio Augurino (fl. V secolo a.C.) è stato un politico romano.

## 451 a.C.
Fu eletto console con Appio Claudio Crasso Inregillense Sabino nel 451 a.C., anno in cui fu istituito il primo decemvirato, che elaborò le Leggi delle X tavole (completate dal successivo decemvirato, che emise le Leggi delle XII tavole), e per questo motivo, per compensare la perdita della carica consolare, fu designato per il primo decemvirato.